# 永遠dive
「永遠dive」（えいえんダイブ）は、2013年5月8日にリリースされたaccessの22枚目のシングル。発売元はDarwin Record。

## 概要
累計売上は0.9万枚を記録し、オリコン週間インディーズチャートでは最高位1位を獲得した。A盤とB盤の2形態で発売され、2012年11月25日、26日に舞浜アンフィシアターで行われた「access Special Live Event 20th Anniversary Party」において、本作のリリースに先駆けて演奏されたカップリング曲「We'll」のライブ音源が、それぞれ収録されている。

## 収録曲

### A盤
1. 永遠dive
  - 作詞：貴水博之　作曲/編曲：浅倉大介
2. We'll
  - 作詞：貴水博之　作曲/編曲：浅倉大介
3. 永遠dive (Instrumental)
4. We' ll (Live Version/舞浜アンフィシアター2012.11.25)

### B盤
1. 永遠dive
2. We'll
3. 永遠dive (Instrumental)
4. We'll (Live Version/舞浜アンフィシアター2012.11.26)